# یواس‌سی‌جی‌سی اواسکو (دبلیواچ‌ئی‌سی-۳۹)
یواس‌سی‌جی‌سی اواسکو (دبلیواچ‌ئی‌سی-۳۹) (به انگلیسی: USCGC Owasco (WHEC-39)) یک کشتی بود که طول آن ۲۵۴ فوت (۷۷ متر) بود. این کشتی در سال ۱۹۴۴ ساخته شد.